# فرانتيشيك ستراكا
فرانتيشيك ستراكا (بالتشيكية: František Straka) (مواليد 28 مايو 1958) هو لاعب كرة قدم تشيكي سابق ومدرب حاليًا لنادي الأنصار، ومدير فني سابق لفريقي الإسماعيلي وسموحة، بعد أن تعاقد معه الإسماعيلي في 28 ديسمبر 2016، وسموحة في 21 يوليو 2017.

شارك مع المنتخب التشيكوسلوفاكي في بطولة كأس العالم لكرة القدم 1990 ، وهو آخر مدرب قاد فريق سبارتا براغ في مجموعة أساسية من دوري أبطال أوروبا موسم 2004–2005.

## مسيرته الكروية

### مع الأندية
بدأ حياته كلاعب كرة قدم في وطنه التشيك في تشيسكي بوديوفيتسى (1966–1977)، ثم عبر نادي كرة القدم في تاخوف (1977–1979)، ثم سطع نجمه مع نادي سبارتا براغ ولعب له 9 سنوات شارك خلالها في 223 مباراة في الدوري المحلي، وفي عام 1988 انتقل إلى ألمانيا وقضى بقية حياته الكروية هناك، انضم في البداية إلى نادي بوروسيا مونشنغلادباخ (1988–1991)، ثم لعب مع أندية الدرجة الأولى والثانية ما هو الحال مع هانزا روستوك (1991–1992) وفوبرتالار (1992–1996) وبروسين كولن (1996–1998).

### مع المنتخب
لعب للمنتخب التشيكوسلوفاكي في السنوات من 1983 إلى 1990 ما مجموعه 35 مباراة، ولعب أول مباراة له أمام المنتخب البلغاري في 26 أكتوبر 1983 وخسرها المنتخب التشيكوسلوفاكي بهدفين مقابل هدف، بالإضافة إلى مشاركته مع المنتخب في بطولة كأس العالم لكرة القدم 1990 ، ولكن المنتخب خرج من البطولة في الدور ربع النهائي أمام المنتخب الألماني بعد خسارته بهدف دون مقابل.

## مسيرته التدريبية
بعد اعتزاله كرة القدم، اتجه إلى عالم التدريب، وكانت البداية مع نادي فالدزاسن، ثم انتقل لتدريب نادي فوبرتالر ودرب الفريق في الفترة من 1 يوليو 1999 إلى 9 نوفمبر 2001. ودرب العديد من الأندية التشيكية في دوري الدرجة الأولى بما في ذلك تبليتسه وسبارتا براغ وبلزن. كما أنه درب في الخارج في النمسا وسلوفاكيا واليونان.

وفي عام 2009 تم اختياره مديرًا مؤقتًا لمنتخب جمهورية التشيك. وفي 30 يونيو 2009، بعد مباراة واحدة فقط غادر هذا المنصب. وكانت مباراته الوحيدة أمام منتخب مالطا في مباراة ودية جمعت المنتخبين يوم 5 يونيو 2009، وفاز بها المنتخب التشيكي بهدف اللاعب توماش نتسيد.

في يونيو 2010 تم تعيينه مدربًا لنادي نورثرن فيوري في تاونسفيل بأستراليا. وكان ستراكا على استعداد لقيادة الفريق لموسم آخر، ولكن تم حل النادي في عام 2011 بسبب الصعوبات المالية.

عاد إلى أوروبا وأصبح مديرًا فنيًّا للنادي البولندي أركا غدينيا في 23 مارس 2011. وفي أكتوبر 2011 أصبح مديرًا فنيًّا لسلافيا براغ خلفًا لبيتروش، وبعد خمسة أشهر فقط في منصبه استقال في مارس 2012 بسبب كثرة انتقادات الجماهير له.

عاد إلى الدوري السلوفاكي بعد استراحة لمدة سنة في مارس 2013 وتولى تدريب نادي بريبرام، ولم يستغرق سوى عام ونصف العام في هذه الوظيفة قبل أن يتم استبداله من قبل مدرب الفريق السابق بيتر تشوهل.

 وفي 11 يونيو 2014 وقع عقدًا مع فريق سلوفان براتيسلافا، وفي 16 أكتوبر 2014 رحل عن الفريق.

وفي 28 ديسمبر 2016 وللمرة الأولى في مسيرته كمدرب في المنطقة العربية أو أفريقيا تم تعيينه مديرًا جديدًا لنادي الإسماعيلي على عقد لمدة عام ونصف مع الكثير من الطموحات، وفي 20 أبريل 2017 تمت إقالته بصورة مفاجئة؛ وذلك بسبب أنه تم إبلاغه بأن إسلام عبد النعيم سيشارك في تدريبات الفريق بصورة طبيعية خلال الأيام المقبلة، ورفض شتراكا قرار الإدارة خاصة وأن إسلام انقطع عن تدريبات الفريق لفترة؛ بسبب أزمة عقده مع النادي، قبل الخضوع للتحقيق وتقديم الاعتذار لإدارة النادي، إلا أن ستراكا أصر على مشاركة اللاعب في تدريبات الناشئين؛ كإجراء تأديبي للاعب الذي انقطع عن المران، وتمسك الطرفين برأيهما حول اللاعب لينتهي بقرار مجلس الإدارة بإقالة شتراكا، وتلقى العديد من العروض من أندية مصرية عقب رحيله من قيادة الإسماعيلي، وكان من ضمنها نادي الأسيوطي سبورت الصاعد حديثًا للدوري الممتاز، ولكن ستراكا قرر أخذ وقت من الراحة الفترة المقبلة من التدريب.

وفي 21 يوليو 2017 تم تعيينه مديرًا جديدًا لنادي سموحة، وكانت أولى مبارياته مع سموحة أمام الأهلي في دور نصف النهائي بكأس مصر، ولكنه اعتذر عن عدم الاستمرار مع الفريق في 30 نوفمبر 2017 بعد التعادل الإيجابي بهدف لكل منهما أمام فريق الاتحاد السكندري.

في 26 يناير 2018 تم تعيينه مديرًا فنيًّا لنادي الأنصار بعقد لموسمين ونصف.

## إحصائياته كمدرب
آخر تحديث في 21 يونيو 2018
| النادي                   | من             | إلى            | المدة بالأيام | الوظيفة    | المباريات     | المباريات | المباريات | المباريات |
| النادي                   | من             | إلى            | المدة بالأيام | الوظيفة    | عدد المباريات | فاز       | تعادل     | خسر       |
| ------------------------ | -------------- | -------------- | ------------- | ---------- | ------------- | --------- | --------- | --------- |
| فوبرتالر                 | 1 يوليو 1999   | 9 نوفمبر 2001  | 862           | مدير فني   | 83            | 49        | 20        | 14        |
| تيبليتسه                 | 1 يوليو 2002   | 1 سبتمبر 2002  | 62            | مدرب مساعد | 1             | 1         | 0         | 1         |
| تيبليتسه                 | 1 سبتمبر 2002  | 30 مارس 2004   | 576           | مدير فني   | 8             | 5         | 1         | 2         |
| سبارتا براغ              | 30 مارس 2004   | 16 ديسمبر 2004 | 261           | مدير فني   | 12            | 4         | 2         | 6         |
| روت فايس آهلن            | 7 مارس 2005    | 25 أكتوبر 2005 | 232           | مدير فني   | 22            | 5         | 6         | 11        |
| فيكتوريا بلزن            | 1 أبريل 2006   | 31 مايو 2006   | 60            | مدير فني   | 6             | 2         | 2         | 2         |
| فاكر تيرول               | 1 يونيو 2006   | 19 أبريل 2007  | 322           | مدير فني   | 30            | 7         | 9         | 14        |
| دينامو تشيسكي بوديوفيتسى | 1 يوليو 2007   | 30 يونيو 2008  | 365           | مدير فني   | 7             | 1         | 3         | 3         |
| أوفي كريت                | 1 يوليو 2008   | 11 أكتوبر 2008 | 102           | مدير فني   | 5             | 0         | 3         | 2         |
| التشيك                   | 12 مايو 2009   | 30 يونيو 2009  | 49            | مدير فني   | 1             | 1         | 0         | 0         |
| روجومبيروك               | 1 يونيو 2009   | 30 يونيو 2010  | 394           | مدير فني   | 14            | 7         | 3         | 4         |
| نورثرن فيوري             | 1 يوليو 2010   | 23 مارس 2011   | 265           | مدير فني   | 29            | 4         | 7         | 18        |
| أركا غدينيا              | 23 مارس 2011   | 30 يونيو 2011  | 99            | مدير فني   | 11            | 2         | 3         | 6         |
| سلافيا براغ              | 4 أكتوبر 2011  | 8 مارس 2012    | 156           | مدير فني   | 10            | 3         | 4         | 3         |
| بريبرام                  | 11 مارس 2013   | 7 أكتوبر 2013  | 210           | مدير فني   | 21            | 6         | 6         | 9         |
| نادي سلوفان براتيسلافا   | 1 يوليو 2014   | 16 أكتوبر 2014 | 107           | مدير فني   | 19            | 8         | 2         | 8         |
| الإسماعيلي               | 28 ديسمبر 2016 | 20 أبريل 2017  | 113           | مدير فني   | 8             | 2         | 4         | 2         |
| سموحة                    | 21 يوليو 2017  | 30 نوفمبر 2017 | 132           | مدير فني   | 13            | 5         | 4         | 4         |
| الأنصار                  | 26 يناير 2018  |                | 146           | مدير فني   | 15            | 5         | 3         | 7         |

## روابط خارجية
- فرانتيشيك ستراكا على موقع الاتحاد التشيكي (الإنجليزية)
- فرانتيشيك ستراكا على موقع قاعدة بيانات كرة القدم.إي يو (الإنجليزية)
- فرانتيشيك ستراكا على موقع ناشيونال فوتبول تيمز (الإنجليزية)
- فرانتيشيك ستراكا على موقع عالم كرة القدم.نت (الإنجليزية)